# Gustav Schraegle
 (septembre 2024).
Gustav Peter Franz Schraegle (né le 29 mars 1867 à Bürgel, mort le 3 octobre 1925 à Francfort-sur-le-Main) est un peintre allemand.

## Biographie

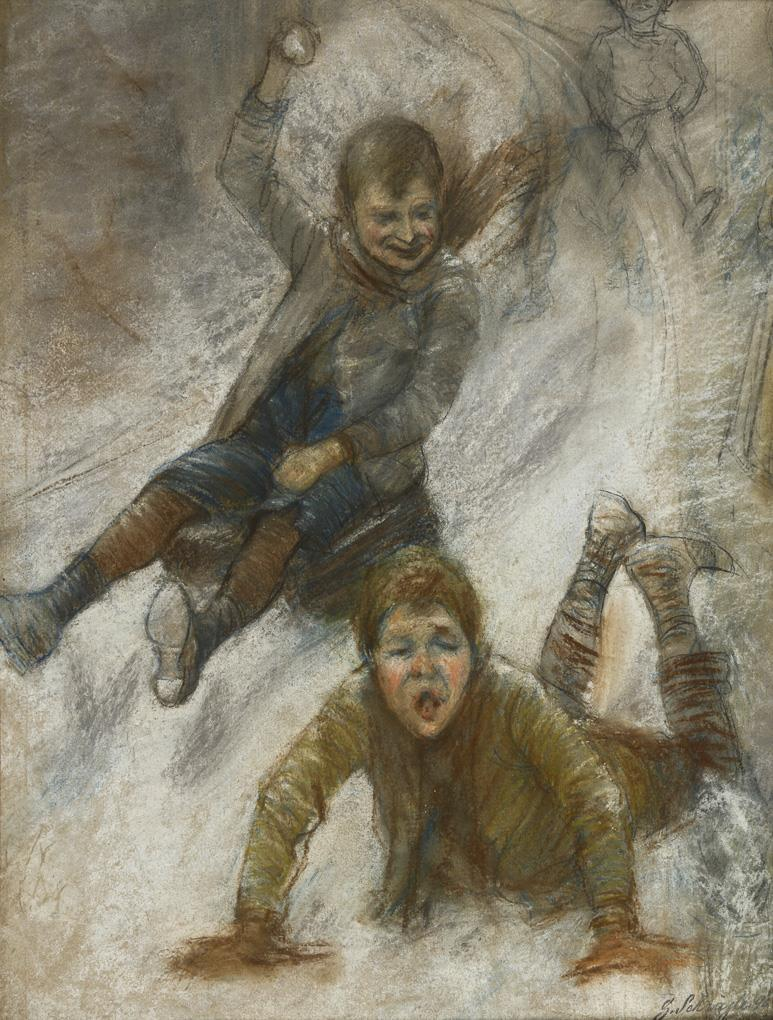
Bataille de boules de neige, 1890.

Schraegle étudie à l'Université royale de 1885 à 1891 à l'académie des beaux-arts de Stuttgart auprès de Jakob Grünenwald, Gustav Igler et Friedrich von Keller, connus pour leurs peintures de genre.
À son installation à Francfort, il réalise de nombreux portraits, paysages et natures mortes. 
Gustav Schraegle était membre du Deutscher Künstlerbund. Peu de temps après sa mort, une exposition commémorative est organisée en son honneur par l'Association d'art de Francfort.